# 矢野輝弘のどーんと来い!!
矢野輝弘のどーんと来い!!（やのあきひろのどーんとこい）は、2004年10月から、プロ野球のオフシーズン（年度下半期）にABCラジオ（朝日放送）で放送されるスポーツバラエティ番組。矢野燿大が阪神タイガース（以下「阪神」）の捕手時代からパーソナリティを務める番組で、通称『矢野どん』。
矢野が登録名を矢野燿大（やのあきひろ）に変更した2010年度（2010年3月）からは、矢野燿大のどーんと来い!!というタイトルで放送。同年末に現役を引退してからも、スペシャル番組として続いている。

## 概要
当番組は、「オフシーズンにファンと交流する場を持ちたい」という矢野の希望もあって、2004年度のオフシーズンから放送を開始。在阪ラジオ局の番組では初めて、現役のスポーツ選手が、レギュラーでパーソナリティを務めている。また、矢野以外の出演者の一部が共通するなど、『虎バン』（ABCテレビの阪神情報・ドキュメンタリー番組）との関係が深い。ちなみに、番組のテーマソングやジングルには、クレイジーケンバンドの『あ、やるときゃやらなきゃダメなのよ。』を使っている。
2004年度から2006年度までは、毎週土曜日の夜に放送（2004年度のみ11月～翌年3月、以降は11月～1月末）。阪神の同僚選手などをゲストを招いてのスタジオトークや、リスナーからの質問に答えるコーナーなどで構成されていた。
また、2005年度から2009年度の放送までは、阪神甲子園球場・京セラドーム大阪で阪神が主催する公式戦（ホームゲーム）で矢野が打席に立つ際に流すテーマ曲（入場テーマ曲）を毎年リスナーから募集。矢野自身が放送中に候補曲の音源を審査したうえで、そのうちの1曲をテーマ曲に採用していた。また、シーズンによっては、ABCラジオ公式サイト内の"Webio"から放送済みの音源を期間限定でインターネット向けに配信することもあった。
2007年度から2010年度までは、野球選手としての矢野の活動を優先する関係で、阪神の春季キャンプやオープン戦の期間中にスペシャル番組として編成。放送期間・時間がシーズンによって異なるものの、入場テーマ曲の審査企画を中心に、年1～2回のペースで放送を続けていた。
現役引退後の2011年以降は、プロ野球シーズンで全球団のナイトゲームが予定されていない平日に、『ABCフレッシュアップベースボール』の基本放送枠（17:55 - 21:00）でスペシャル番組「ABCフレッシュアップベースボール 矢野燿大のどーんと来い!!」として不定期で生放送。2012年度までは、放送中にはUstream経由で、（CMと楽曲を除く）音声とともにスタジオの映像を同時に配信していた。さらに、ラジオでの放送終了直後にも、Ustream向けに「特典映像」を数分間流している。
2014年以降は、年末年始の特別番組として編成。事実上年1回の放送へ移行したため、矢野が指導者として阪神に復帰していた期間（2016 - 2022年）にも放送を続けていた。

## 出演者
パーソナリティ
- 矢野燿大
  - 中日ドラゴンズを経て、1998 - 2010年度に阪神タイガースで捕手としてプレー。2008年度までは本名・登録名の矢野輝弘名義で出演していた。
  - 2011年度から2015年度まで朝日放送の野球解説者を務めた後に、阪神の一軍作戦兼バッテリーコーチ（2016 - 2017年度）→二軍監督（2018年度）を経て、2019年度から2022年度まで一軍監督を歴任。阪神へ復帰している期間にも、パーソナリティを続けていた。

パートナー

2014年度担当の西田沙織以外は、出演時点で全員ABCのアナウンサー。田中以外は、同局の阪神戦中継にレギュラー出演の経験あり。

☆：『虎バン』のナビゲーター経験者

◎：スポーツアナウンサーとして阪神戦中継で実況・ベンチリポーターを担当

★：2011年度以降の「ABCフレッシュアップベースボール 矢野燿大のどーんと来い!!」へ出演。
- 伊藤史隆（2004年度-2007年度）◎
- 武田和歌子（2004年度-2005年度、2007年度・2009年度スペシャル・2011年度途中まで、2016年度 - ）★
- 田中花子（2006年度）☆
- 清水次郎（2008年度スペシャル）☆◎
- 堀友理子（2008年度スペシャル）☆
- 岩本計介（2011年度 - 2015年度）◎★
- 角野友紀（2011年度途中 - 2013年度） ☆★
- 西田沙織（2014年度）★

## 第1期・2004年度
- 放送期間 2004年10月から2005年3月
- 放送時間 土曜日 19時から20時
- 内容
  - 「ホットゾーン」
    - ゲストを迎えてのトークコーナー。阪神の同僚選手にとどまらず、野球以外のスポーツ選手や、阪神ファンの著名人（伊東美咲や金聖響など）を招いたこともあった。

  - 「虎deポン!」
    - 「この番組でしか聞けない」と称して、矢野が同僚選手の隠れたエピソードを披露した。

  - 「矢野Club」
    - リスナー参加企画。矢野選手と一体になって、さまざまな企画を展開した。

## 第2期・2005年度
- 放送期間 2005年11月から2006年1月
- 放送時間 土曜日 19時から19時30分
  - 阪神が日本シリーズに進出した2005年10月と、矢野が同球団の春季キャンプに参加した2007年2-3月には、同じ放送枠で「虎バン主義。」を編成した。
- 内容
  - 「教えて!矢野先生」
    - 小・中学生を中心に、野球・選手・ゲストに対するリスナーからの質問や悩みに、矢野やゲストが答える趣向。コーナーの冒頭には、「ぼくの先生はフィーバー」（ドラマ『熱中時代』の主題歌）が流れていた。

  - 「これ、めっちゃええわー」
    - 矢野が放送時点で気に入っていたモノをテーマにトークを展開。放送期間中にのみ設けられた携帯サイトからの応募を条件に、テーマに関連したプレゼントをリスナーに提供していた。

## 第3期・2006年度
- 放送期間 2006年11月から2007年1月
- 放送時間 土曜日 18時から18時30分
  - 日本シリーズ期間中の2006年10月と、矢野が阪神の春季キャンプに参加した2007年2-3月には、同じ放送枠で「虎バン主義・木戸克彦 だからやっぱりタイガース」を編成した。

第2期とほぼ同じ内容だったが、武田和歌子が産休に入っていた関係で、当時の『虎バン』ナビゲーター・田中花子が矢野のパートナーを務めた。

## スペシャル・2007年度
- 放送期間 2008年2月17・24日（2週間限定）
- 放送時間 日曜日20時から20時30分（日曜スペシャル枠）
  - 第3期の放送枠では、2007年10月から「虎バン主義・木戸克彦 虎街道まっしぐら」を毎週放送。しかし、木戸が一軍コーチとして阪神に復帰したため、2008年2月から3月末までは「週刊!トラジオ」を編成した。

北京オリンピック予選を兼ねた第24回アジア野球選手権大会・台湾大会に矢野が日本代表に選出された関係で、阪神の春季キャンプ期間中に、2週間限定の「どーんと来い!!スペシャル」として放送。矢野は、2008年シーズンの入場テーマ曲を審査したほか、武田和歌子を相手に北京五輪の裏話や同シーズンの目標などを語った。また、矢野と武豊によるスペシャル対談もあった。

## スペシャル・2008年度
- 放送期間 2009年2月23日・3月2日（2週間限定）
- 放送時間 月曜日20時から20時30分（月曜スペシャル枠）

矢野が2008年シーズンの閉幕直後に右ひじの手術を受けたことなどから、春季キャンプ・オープン戦期間中の2週間限定スペシャルとして放送。矢野の2009年度入場テーマ審査が中心になった。期間限定でインターネット・携帯電話向けの公式サイトも開設されたが、例年の放送とは違って、テーマ候補曲の応募を携帯サイトでのみ受け付けていた。また、『虎バン』ナビゲーターの清水次郎・堀友理子が、矢野のパートナーとして初めて出演した。

## スペシャル・2009年度
- 放送期間 2010年3月15日
- 放送時間 月曜日19時30分から20時30分

タイトルを矢野燿大のどーんと来い!!と改めたうえで、1回限り・1時間のスペシャル番組として、矢野の2010年度入場テーマ審査を中心に放送。産休などでプロ野球の担当から離れていた武田和歌子が、2年ぶりに当番組のパートナーへ復帰した。また、2年ぶりに、インターネット経由でテーマ候補曲を応募できるようになった。
当番組は2010年3月3日（水曜日）に、ABCの本社スタジオで収録された。

## 『ABCフレッシュアップベースボール 矢野燿大のどーんと来い!!』
- 放送期間 阪神主催のナイトゲームのない平日に不定期で生放送（2011年以降）
- 放送時間 17時55分から21時（『ABCフレッシュアップベースボール』の基本放送枠）

### 2011年度
矢野のABC野球解説者就任を機に、『ABCフレッシュベースボール』枠の3時間スペシャル番組として3回放送。第2回までは、2度目の産休から復帰したばかりの武田に加えて、矢野の現役時代から公私ともに親交の深い岩本がパートナーを務めた。9月16日（金曜日）放送の第3回では、武田に代わって、角野友紀（ABCアナウンサー、『虎バン』ナビゲーター）がパートナーに加わっている。
当番組では、前述の「ホットゾーン」「教えて!矢野先生」「これ、めっちゃええわー」を復活させる一方で、著名人をゲストに迎えるコーナーとして20時台に「トラカフェ」を新設。生放送と同時にUstreamでスタジオの動画・音声を配信するほか、Twitterでもメッセージを受け付けている。また、一部のコーナーでは、矢野のことを（名前の「燿大」から）「アッキー」と呼ぶようになった。
2011年4月8日（金曜日）に放送された第1回では、阪神でのチームメートでもあった片岡篤史（同球団一軍打撃コーチ）が電話で出演。現役時代に当番組で矢野が選んだ入場テーマ曲を紹介しながら、2005年以降の矢野の球歴を振り返るコーナーも放送された。また「トラカフェ」では、阪神・矢野ファンを公言する松尾依里佳が、3代目秘書として出演中の『探偵!ナイトスクープ』（ABCテレビ）の収録の合間にスタジオへ生出演。出身校・京都大学で岩本の後輩に当たる松尾にとっては、ABCラジオの番組への初出演にもなった。

### 2012年度
矢野・岩本・角野のトリオで、4月27日（金曜日）に第1回を生放送。2011年度の放送から大半のコーナーやUstreamでの同時配信を継承しながら、40代の矢野が同年代の現役野球選手と対談する企画「俺たちアラフォー」や、矢野が現役時代に仲の良かった阪神の現役選手について語るコーナー「タイガース交流録」を新設した。
また、2012年12月31日（月曜日）17：25-18：35と、2013年1月1日（火曜日）の17:25 - 19:00には、事前収録による年末・新春特別番組が放送された。
12月31日は「矢野燿大と岩本計介のロンドンの夏は熱かった!年末スペシャル」と題して、ウェイトリフティングの八木かなえをゲストに、関西にゆかりのある女性スポーツ選手のロンドンオリンピックの回顧を行った。この回は角野は欠席であった
1月1日は『矢野燿大の元日からど～んと来い!』を放送。「教えて!矢野先生」、矢野が現役時代にバッテリーを組んだ久保康友（阪神投手）への電話インタビュー、「矢野燿大への年賀状」、田中秀道（プロゴルファー）をゲストに迎えての対談企画「矢野の神髄」、「岩本計介の矢野燿大に挑戦状」で構成されていた。

### 2013年度
プロ野球シーズンには、6月14日（金曜日）の17:55 - 21:00に第1回の生放送を予定していた。しかし、前日（6月13日）に予定されていたセ・パ交流戦の千葉ロッテマリーンズ対横浜DeNAベイスターズ戦が、雨天中止によって14日の予備日開催に変更。ABCラジオでは、この試合をニッポン放送制作分の中継（解説：高津臣吾、実況：山内宏明）の同時ネットで18:15から急遽放送したため、18:00から試合開始までの約15分間を矢野によるスタジオトークに充てた。結局、編成上の事情 や公式戦の日程などとの兼ね合いから、シーズン中の放送はこの1回で終わった。
なお、12月31日（火曜日）の17:25 - 19:00には、矢野・岩本・角野のトリオで当番組を放送。「教えて!矢野先生」のコーナーでは、この年のドラフト4位指名で阪神に入団した梅野隆太郎が、捕手の先輩である矢野から電話でプロの心得を教わっていた。これとは別に2014年1月3日（金曜日）の同時刻に、矢野・岩本が進行役として参加しているスカイ・A sports+の「金谷多一郎・矢野燿大の考えるゴルフ」からのスピンオフ企画番組「金谷多一郎・矢野燿大のラジオde考えるゴルフ」を放送。

### 2014年度
セ・パ交流戦予備日の6月5日（木曜日）に交流戦を一切開催しないことが確定した ため、事実上の第1回放送として、『矢野・下柳・桧山のラジオで虎バン!!』を17:55 - 21:00に編成。矢野・岩本の司会陣に加えて、朝日放送の野球解説者から、矢野の阪神時代のチームメイトでもある桧山進次郎と下柳剛をゲストに迎えて放送した。また、同年度から『ABCフレッシュアップベースボール』木・金曜日のスタジオ担当に起用された西田沙織が、角野に代わってアシスタントを務めた。
なお、当番組は12月30日（火曜日）の17:25 - 19:00に放送。岩本がパートナーを務めた。

## 2015年度『矢野燿大と関本賢太郎のど～んと来い!!』
プロ野球シーズン中には当番組を放送する機会がなかったが、12月31日（木曜日）の17:15 - 18:55に、『矢野燿大と関本賢太郎のど～んと来い!!』というタイトルで当番組を放送。矢野の阪神捕手時代のチームメイトで、この年に現役を引退した関本賢太郎（2016年から朝日放送の野球解説者に就任）をゲストに迎えたほか、岩本がパートナーを務めた。
なお、矢野は2015年11月から、阪神に一軍作戦兼バッテリーコーチとして復帰。そのため、朝日放送プロ野球解説者としての活動は、『矢野燿大と関本賢太郎のど～んと来い!!』への出演でいったん終了した。ただし矢野は、2016年度以降のプロ野球オフシーズンに当番組を復活させる案が出た場合に、出演を続ける意向を示していた。

## 『矢野燿大のどーんと来い!!』

### 2016年度
矢野単独の番組としては2年振りに、12月30日（金曜日）の18:00 - 19:00に放送。初期のパートナーだった武田が復帰したほか、矢野と同じくこの年から指導者として現場に復帰した田口壮（オリックス・バファローズ二軍監督）をゲストに迎えた。

### 2017年度
2018年1月2日（火曜日）の18:00 - 18:53に放送。前年度に続いて、武田と田口も出演した。
矢野はこの年から阪神の二軍監督に就任。2016年から田口が二軍監督を務めているオリックスとウエスタン・リーグで対戦する間柄に変わったため、両者が出演する「ホットゾーン」では「二軍監トーーーク」と称して例年以上に熱い意見を交わし合った。その一方で、2017年の阪神のチームスローガンだった「挑む」にちなんで、「2017年矢野どん『挑む』大賞」（矢野がコーチの立場から「挑む姿勢が顕著」と評価した投手・捕手・野手を紹介する企画）が前半に放送された。

### 2018年度
2018年12月30日（日曜日）の21:05 - 22:30に放送。同年のシーズン終了後に阪神の一軍監督へ就任した矢野にとっては、就任後初めての出演になった。
例年より遅い時間帯での放送ながら、武田がパートナーを続投。前半には、「熱盛ーダー（あつもリーダー）トーク」と称して、矢野とゲストの柳本晶一（全日本女子バレーボールチーム元・監督）が「世界（セ界）を制するためのリーダーシップ」について熱く語り合った。後半には、大阪市立桜宮高等学校の硬式野球部で矢野と共にクリーンアップを担った高山トモヒロ（ケツカッチン）を招いて、同級生ならではのトークを展開した。

### 2019年度
2019年12月29日（日曜日）の19:00 - 21:00に編成。武田がパートナーを務めたほか、青木翔（女子プロゴルファー・渋野日向子のコーチ）をゲストに迎えて、「矢野燿大と青木翔（しょう）の『It's 勝（笑）Time!』」（2人がコーチングについて語り合う企画）などを放送した。

### 2020年度
2021年1月2日（土曜日）の18:00 - 19:30に編成。武田がパートナーを務めたほか、男子飛込競技選手の寺内健（同年夏に開催の2020年東京オリンピック男子ソロ・シンクロ板飛び込み日本代表）をゲストに迎えた。

### 2021年度
2021年12月30日（木曜日）の19:00 - 21:00に編成。武田がパートナーを務めたほか、矢野が朝日放送の野球解説者時代にスポーツキャスターとして取材していた穴井隆将（天理大学柔道部監督・体育学部准教授で矢野の取材時点では日本を代表する柔道男子100kg級選手）をゲストに迎えて、「教えて!穴井先生」「燿大の部屋」といった特別企画を放送した。
なお、矢野は放送から1ヶ月後（2022年春季キャンプ開始前日の1月31日）に、同年限りで阪神の一軍監督を退任する意向を表明。クライマックスシリーズのファイナルステージで敗退するまでチームの指揮を続けた後に、この年まで『ABCフレッシュアップベースボール』の阪神戦中継などで解説を担当していた岡田彰布が、矢野の現役後期（2008年）以来15シーズン振りに阪神の一軍監督へ復帰した。その結果として、矢野は2021年度版を最後に、「阪神の現役監督」という立場での出演を終了。

### 2022年度
前年に続いて、2022年12月30日（金曜日）の19:00 - 21:00に編成。パートナーは武田で、番組の前半では、矢野が4年間の阪神一軍監督生活から自身で選んだ名シーンを『ABCフレッシュアップベースボール』の実況同録音源と共に振り返る企画を放送した。また、阪神のファン感謝デーが開かれた11月25日（土曜日）に、会場の甲子園球場に集まった阪神ファンから寄せられた矢野へのメッセージ音源を番組の随所で流している。
収録の直前まで2022 FIFAワールドカップがカタールで開かれていたことにちなんで、番組の後半には、びわこ成蹊スポーツ大学教授・サッカー部監督の望月聡（浦和レッズや京都パープルサンガに所属していた元・Jリーガーで現役引退後にサッカー女子日本代表のコーチを歴任）をゲストに迎えて「教えて!望月先生」（スポーツにおける選手への指導のあり方を語り合う企画）を放送した。
ちなみに矢野は、2023年シーズンから朝日放送テレビの野球解説者に復帰することを、エンディングパートで発表している。

### 2023年度
2023年12月28日（木曜日）の19:30 - 21:00に編成。パートナーは武田で、この年に（矢野の現役時代の2005年以来）18年振りのセントラル・リーグ優勝と1985年以来38年振りの日本シリーズ制覇を成し遂げた阪神から、矢野が監督時代に指導していた村上頌樹・坂本誠志郎・中野拓夢の活躍を『ABCフレッシュアップベースボール』の実況同録音源と共に振り返る企画を番組の前半で放送した。矢野はこの企画で、「翌2024年シーズンでの飛躍を期待する阪神の選手」に桐敷拓馬・前川右京・井上広大を挙げている。
その後は「教えて!矢野先生」をはさんで、プロゴルフキャディーの清水重憲（日本国内のプロゴルフツアーで帯同した試合における通算勝利数の単独最多記録保持者で大阪府八尾市の出身）をスタジオに迎えて「教えて!清水先生」を放送。「教えて!清水先生」は、大のゴルフ好きでもある矢野が「野球における捕手の役割は、ゴルフにおけるキャディーの役割によく似ている」との持論に沿って実現させた特別企画で、清水自身も近畿大学附属高等学校への在学中に硬式野球部へ在籍していた。

## 実質的な姉妹編『矢野燿大の「アスリートの舞台裏」』（2010年）
2011年に、5月16日から不定期単発枠（日曜20:00 - 21:00、または月曜20:00 - 20：30）で放送。当時本編でコンビを組んでいた矢野・岩本に加えて、武田の後輩アナウンサー・塚本麻里衣が女性パートナーとして出演した。

## 備考
矢野の現役時代（2005年度以降）の入場テーマ曲は、当番組のスタッフによる事前審査で選ばれた候補曲を、矢野が放送中に音源を聴きながら審査。矢野自身が最も気に入った1曲を、そのシーズンのテーマ曲に定めていた。なお、テーマ曲を推薦したリスナー（代表）1名には、番組から記念品を進呈。過去には、以下の曲が選ばれている。
- 2005年：アンドリューW.K.（Andrew W. K.）『パーティー・ハード（Party Hard）』
- 2006年：HOME MADE 家族『サルビアのつぼみ』
- 2007年：SunSet Swish『マイペース』
- 2008年：馬場俊英『ボーイズ・オン・ザ・ラン』
- 2009年：ケツメイシ『カーニバル』
- 2010年：FUNKY MONKEY BABYS『ヒーロー』